# Făurei
Făurei este un oraș în județul Brăila, Muntenia, România. Are o populație de 3.592 de locuitori (2011). A fost declarat oraș la 17 februarie 1968, aparținând generației orașelor socialiste și este un important nod feroviar în partea sud-estică a României.

## Geografie
Făurei este situat în nord-estul Câmpiei Române, pe malul drept al râului Buzău, la contactul sau limitele a trei mari subunități ale Câmpiei Române: Câmpia piemontană a Râmnicului (la nord și nord vest), câmpia de subsidență a Buzăului (la vest și sud vest) și câmpia Brăilei sau Bărăganul de Nord (la est și sud est).
Din punct de vedere administrativ, orașul Făurei se află așezat în vestul județului Brăila, la o distanță de 60 km de municipiul Brăila, la 40 km de municipiul Râmnicu Sărat, 40 km de municipiul Buzău și la 130 km față de București, capitala României. Prin oraș trece șoseaua națională DN2B care leagă Brăila de Buzău, șosea care lângă Făurei se intersectează cu șoseaua județeană DJ203, care duce spre sud către Ulmu, Zăvoaia și Însurăței (unde se termină în DN21) și spre nord-est către Jirlău} și mai departe în județul Buzău către Bălăceanu, Boldu și Valea Râmnicului. Două alte mici drumuri județene, DJ203A și DJ203S duc din centrul orașului către comunele vecine Surdila-Greci, respectiv Surdila-Găiseanca.
Orașul Făurei, deși unul foarte mic, este un important nod feroviar, situat pe calea ferată ce leagă Bucureștiul prin Ploiești și Buzău de Brăila și Galați. La Făurei, această cale ferată se intersectează cu o altă linie secundară ce vine tot de la București prin Urziceni. Din Făurei pornesc și o linie ce duce la Fetești și alta ce duce spre nord la Tecuci.

### Suprafață
Teritoriul administrativ al orașului Făurei acoperă o suprafață de 1828 de hectare, din care 298 de hectare intravilan, 168 hectare teren neagricol și 1362 de hectare teren agricol.
Suprafața agricolă totală a orașului Făurei este de 1362 hectare, din care arabil 626 hectare, vii 29 hectare, pășuni și fânețe 565 hectare, păduri aflate în administrarea Romsilva 142 hectare.

## Istoric
Inițial a fost un cătun al comunei Surdila-Greci, care în 1900 avea 218 locuitori și o biserică datând din 1843. Satul a crescut după realizarea căii ferate București-Galați, pe care a avut o stație, dar mai ales după ce a devenit nod feroviar, el fiind aflat la intersecția acestei căi ferate cu linia Fetești–Tecuci. În 1931, satul Făurei s-a separat, împreună cu satul Vizireni, de comuna Surdila-Greci și formând o comună de sine stătătoare. Odată cu reorganizarea administrativă a României în 1950, comuna Făurei a devenit reședință de raion în cadrul regiunii Galați. În 1968, odată cu reorganizarea administrativă, comuna a fost declarată oraș și arondată județului Brăila, satul Vizireni fiind transferat comunei C.A. Rosetti din județul Buzău.

## Demografie
Componența etnică a orașului Făurei
     Români (79,45%)
     Romi (7,78%)
     Alte etnii (0,07%)
     Necunoscută (12,7%)
Componența confesională a orașului Făurei
     Ortodocși (85,94%)
     Alte religii (0,7%)
     Necunoscută (13,36%)
Conform recensământului efectuat în 2021, populația orașului Făurei se ridică la 3.008 locuitori, în scădere față de recensământul anterior din 2011, când fuseseră înregistrați 3.592 de locuitori. Majoritatea locuitorilor sunt români (79,45%), cu o minoritate de romi (7,78%), iar pentru 12,7% nu se cunoaște apartenența etnică. Din punct de vedere confesional, majoritatea locuitorilor sunt ortodocși (85,94%), iar pentru 13,36% nu se cunoaște apartenența confesională.
Este al nouălea cel mai mic oraș al României după numărul de locuitori și cel mai mic oraș al județului Brăila, având o populație mai mare doar decât Băile Tușnad, Nucet, Vașcău, Borsec, Băile Govora, Ocnele Mari, Berești și Ocna Sibiului. Populația a scăzut în ultimul deceniu al secolului al XX-lea, ajungând de la aproximativ 4.500 de locuitori în anul 1992 la 4097 de locuitori în 2002.
Făurei - evoluția demografică

|  | Graficele sunt indisponibile din cauza unor probleme tehnice. Mai multe informații se găsesc la Phabricator și la wiki-ul MediaWiki. |

Date: Recensăminte sau birourile de statistică - grafică realizată de Wikipedia

## Politică și administrație
Orașul Făurei este administrat de un primar și un consiliu local compus din 13 consilieri. Primarul, Grigore -Gabriel Mocanu[*], de la Partidul Național Liberal, este în funcție din 1 noiembrie 2024. Începând cu alegerile locale din 2024, consiliul local are următoarea componență pe partide politice:
|  | Partid                          | Consilieri | Componența Consiliului | Componența Consiliului | Componența Consiliului | Componența Consiliului | Componența Consiliului | Componența Consiliului | Componența Consiliului |
|  | ------------------------------- | ---------- | ---------------------- | ---------------------- | ---------------------- | ---------------------- | ---------------------- | ---------------------- | ---------------------- |
|  | Partidul Național Liberal       | 7          |                        |                        |                        |                        |                        |                        |                        |
|  | Partidul Social Democrat        | 5          |                        |                        |                        |                        |                        |                        |                        |
|  | Alianța pentru Unirea Românilor | 1          |                        |                        |                        |                        |                        |                        |                        |

## Economie
Orașul Făurei este un important nod feroviar (transporturile au declanșat procesul de urbanizare) și un nod de comunicație. La Făurei se află singurul inel feroviar de teste din România, unde se testează comportamentul locomotivelor și vagoanelor la viteze mari.

## Infrastructură
Producerea, transportul și distribuția apei potabile, ca și evacuarea și epurarea apelor uzate se fac prin Direcția Serviciilor Publice de sub autoritatea Consiliului Local al orașului Făurei. Capacitatea de producere a apei potabile este de 842 mc/zi, consumul mediu zilnic înregistrat în 2003 este de 490 mc. Debitul stațiilor în funcțiune pentru epurarea apelor uzate reziduale este de 460 mc/zi, volumul zilnic epurat în 2003 fiind de 252 mc.
Rețelele de alimentare cu energie electrică și punctele de transformare aparțin SC Electrica și sunt administrate de Sucursala de distribuție a energiei electrice Brăila. Centralele termice aparțin domeniului public al orașului, sunt administrate de Direcția Serviciilor Publice Făurei.
În prezent, singurul operator de telefonie fixă din localitate este Romtelecom. Centrala digitală cu care este dotată secția Romtelecom Făurei are circa 900 numere disponibile.
Orașul Făurei este deservit de drumul național DN 2B care trece la limita teritoriului administrativ și de drumul județean DJ 203. Acestea au suprafața carosabilă asfaltată.

## Sănătate
În orașul Făurei funcționează următoarele unități cu profil medical:
- un spital orășenesc cu 65 paturi;
- o policlinică;
- o stație de ambulanță;
- Serviciul Mobil de Urgenta, Reanimare si Descarcerare (SMURD) Faurei;
- trei cabinete medicale pentru medicina de familie;
- trei cabinete stomatologice;
- două farmacii;
- un cabinet de asistență veterinară și o farmacie uz veterinar.

## Personalități născute aici
- Bănel Nicoliță (n. 1985), fotbalist în Liga 1, ulterior în Ligue 1 din Franța;
- George Dragomir (n. 2003), fotbalist.